# Gare de Tiercelet - Villers-la-Montagne
Pour les articles homonymes, voir Gare de Villers.
La gare de Tiercelet - Villers-la-Montagne est une ancienne gare ferroviaire française de la ligne de Valleroy-Moineville à Villerupt-Micheville, située sur le territoire de la commune de Tiercelet, à proximité de Villers-la-Montagne, dans le département de Meurthe-et-Moselle, en région Grand Est.

## Situation ferroviaire
Établie à 404 m d'altitude, la gare de Tiercelet - Villers-la-Montagne était située au point kilométrique (PK) 357,0 de la ligne de Valleroy-Moineville à Villerupt-Micheville entre la halte de Serrouville et la gare de Villerupt-Micheville.

## Histoire
La section d'Audun-le-Roman à Villerupt-Micheville est mise en service le 1er décembre 1907 par la Compagnie des chemins de fer de l'Est, le même jour que la ligne de Baroncourt à Audun-le-Roman. Ces deux chemins de fer (Baroncourt - Audun et Conflans - Briey - Villerupt) desservaient les mines de fer de la région et permettaient de fournir en minerai et les usines de Villerupt-Micheville qui générait un trafic de produits sidérurgiques. À ce titre, cette ligne qui comporte des rampes sévères est électrifiée le 20 juillet 1956.
La gare de Tiercelet - Villers-la-Montagne est également l'amorce d'un raccordement ferroviaire vers la zone industrielle de Villers-la-Montagne, créée en 1966.
Les trains de voyageurs sont supprimés le 15 mai 1939 et jamais rétablis. La section de Tiercelet - Villers-la-Montagne à Villerupt-Micheville est neutralisée le 17 octobre 1983 et démontée en 1989. La fermeture administrative de la section entre Audun-le-Roman et Tiercelet - Villers-la-Montagne intervient le 9 mars 2016.

## Patrimoine ferroviaire
Le bâtiment voyageurs (BV) sert d'habitation. Appartenant à un plan type créé en 1903 par l'architecte Paul-Adrien Gouny pour les Chemins de fer de l'Est, il était similaire à celui des gares de Mancieulles - Bettainvillers et Landres avant que ces derniers ne soient agrandis. De dimensions réduites, il se compose d'une aile dotée de trois percements accolée à un logement de fonction en « T ». Les pignons de la toiture sont dotés de demi-croupes.
La disposition du BV est la même que ceux des gares de Rouvroy-l’Échelle et Aubigny-les-Pothées bâties à la même période. Ce dernier BV a fait l'objet d'un modèle réduit à l'échelle H0 commercialisé par la firme Architecture & Passion.